# Clematis macgregorii
Clematis macgregorii là một loài thực vật có hoa trong họ Mao lương. Loài này được Merr. mô tả khoa học đầu tiên năm 1910.